# René Nijhuis (voetballer)

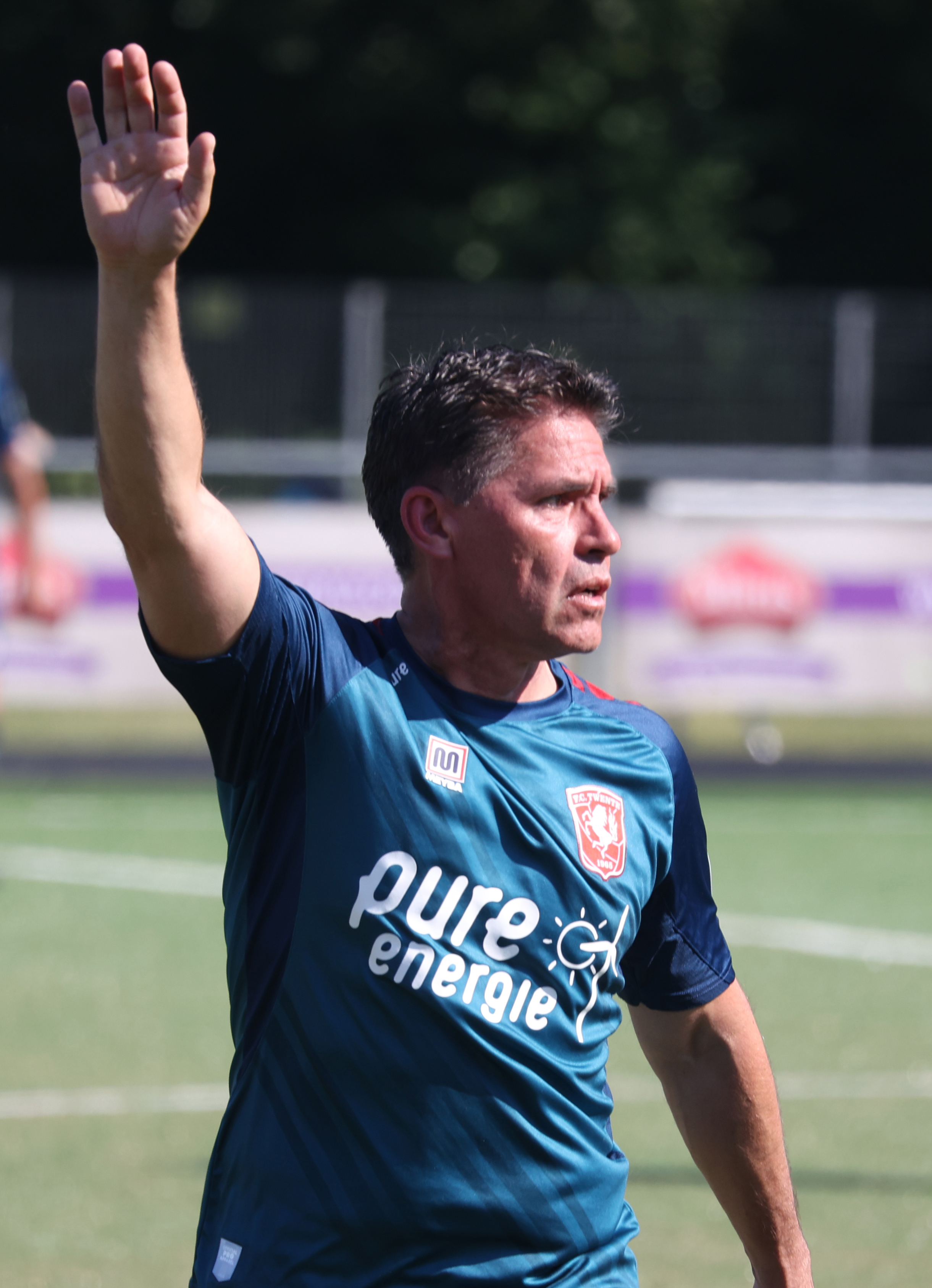
René Nijhuis (voetballer) in 2023

René Nijhuis (Enschede, 18 november 1968) is een voormalig Nederlands voetballer. Hij speelde op het middenveld.
Nijhuis speelde in zijn jeugd bij de amateurclub UDI uit Enschede, waar hij werd weggeplukt door FC Twente. Daar maakte hij deel uit van de jeugdopleiding. Op 26 november 1989 maakte hij zijn debuut voor Twente in een thuiswedstrijd tegen FC Haarlem. In de met 2-2 geëindigde wedstrijd, waarin ook doelman Sander Boschker zijn Eredivisiedebuut maakte, werd Nijhuis in de rust gewisseld voor Frank Tempelman. Hij kwam verder niet in actie voor FC Twente en vertrok in 1990 naar BVV Den Bosch.
Met Den Bosch promoveerde Nijhuis in 1992 via de nacompetitie naar de Eredivisie. Het verblijf op het hoogste niveau was echter van korte duur en in 1993 degradeerde Den Bosch weer. Omdat de club financiële problemen had, werd Nijhuis in de zomer van 1994 aan TOP Oss verkocht. Een jaar later keerde hij weer terug bij Den Bosch. In 1996 tekende hij een contract bij SC Heracles '74. Nijhuis kwam nog drie seizoenen voor deze ploeg uit, waarna hij zijn loopbaan in het betaald voetbal beëindigde.
Nijhuis speelde vervolgens voor de amateurs van STEVO en Sportclub Enschede. Hij was jeugdtrainer bij FC Twente en vanaf 2007 achtereenvolgens hoofdtrainer van DETO en Quick '20.
In 2011 keerde Nijhuis terug bij FC Twente, waar hij ging werken als trainer binnen de voetbalacademie van de club. 
Met ingang van het seizoen 2014-2015 is Nijhuis opnieuw hoofdtrainer bij Quick '20. Na drie seizoenen kwam er voor Nijhuis een einde aan zijn tweede termijn als eindverantwoordelijke bij de club uit Oldenzaal. Vervolgens was hij twee seizoenen assistent-trainer bij de vrouwen van FC Twente. In het seizoen 2018/'19 was hij eindverantwoordelijke bij zondag 1e klasser KSV BWO uit het Overijsselse Hengelo. 